# 2015 en numismatique
Chronologie de la numismatique
- 2014 en numismatique - 2015 en numismatique - 2016 en numismatique

Cet article présente les faits marquants de l'année 2015 en numismatique.

## Principaux événements numismatiques de l'année 2015

### Par dates

#### Janvier
- 1er janvier 2015 :
  -   Lituanie : le pays rejoint la zone euro. Ce faisant, il émet sa première série de pièces en euros.
- 2 janvier 2015 :
  -   Irlande sortira un coffret BU de 8 pièces national de 2 euros 2015.
- 5 janvier 2015 :
  -   France Sortie de deux coffrets BU 2015, thème, la naissance fille et garçon.
- 6 janvier 2015 :
  -   Pays-Bas sortie d'un coffret dit "Mer des Wadden" BU 2015 pièce national édition 2
- 12 janvier 2015 :
  -   France sortie d'un coffret BE de 8 pièces et une pièce de 10€
- 15 janvier 2015 :
  -   Lituanie : depuis le 1er janvier 2015 la Lituanie est officiellement le 19e pays adoptant la monnaie unique, l'euro. Le 15 janvier la Lituanie sortira deux coffrets de 1cts à 2 euro (monnaie national)  le premier en qualité BE (7000 exemplaires) et le deuxième en BU (35 000 exemplaires)
  -   Andorre Sortie de deux sets de pièces, la première réservé au habitant de la principautés et la seconde en commande pour les collectionneurs a 70 000 exemplaires.
- 30 janvier 2015
  -   Allemagne : émission de la ?e pièce commémorative de 2 euros du pays et 10e sur 16 de la série des Länder, consacrée au land de Hesse[1]. Sur cette pièce est représentée l'église Saint-Paul de Francfort[1].
  -   Allemagne : 25e anniversaire de la réunification allemande
  -   France : Sortie d'une nouvelle pièce commémorative de 2 euros, sur les 70 années de la paix en Europe. Cette pièce sera une "Europa Star"

#### Février
- 2 février 2015 :
  -   Espagne Grotte paléolithique d'Altamira, inscrite au patrimoine mondial de l'UNESCO depuis 1985
- 5 février 2015 : 
  -  États-Unis : émission de la pièce du président Harry S. Truman de la série de pièces de 1 dollar des Présidents des États-Unis.

#### Avril
- 16 avril 2015 : 
  -  États-Unis : émission de la pièce de Bess Truman de la série de 10 dollars des Premières épouses des États-Unis.
- 13 avril 2015 : 
  -  États-Unis : émission de la pièce du président Dwight D. Eisenhower de la série de pièces de 1 dollar des Présidents des États-Unis.
- En avril[Quand ?] :
  -   Luxembourg  Belgique  Pays-Bas Sortie d'un coffret BENELUX 70 ans de paix
  -   Portugal : 150e anniversaire de la croix-rouge portugaise

#### Mai
- 7 mai 2015 : 
  -  États-Unis : émission de la pièce de Mamie Eisenhower de la série de 10 dollars des Premières épouses des États-Unis.

#### Juin
- 18 juin 2015 : 
  -  États-Unis : émission de la pièce du président John F. Kennedy de la série de pièces de 1 dollar des Présidents des États-Unis.
- 25 juin 2015 : 
  -  États-Unis : émission de la pièce de Jacqueline Kennedy de la série de 10 dollars des Premières épouses des États-Unis.

#### Août
- 18 août 2015 : 
  -  États-Unis : émission de la pièce du président Lyndon B. Johnson de la série de pièces de 1 dollar des Présidents des États-Unis.
- 27 août 2015 : 
  -  États-Unis : émission de la pièce de Lady Bird Johnson de la série de 10 dollars des Premières épouses des États-Unis.

#### Octobre
- 22 octobre 2015 :
  -   Irlande : La banque centrale irlandaise décide le retrait de la circulation des pièces de 1 et 2 centimes d'euro (comme c'est déjà le cas en Belgique, aux Pays-Bas ou encore en Finlande)[2].
- date exacte à préciser :
  -   Slovaquie : émission de la Ne pièce commémorative du pays, consacrée au 200e anniversaire de la naissance de Ľudovít Štúr. Le tirage sera de 6 000 coincards. Le tirage en qualité Brillant universel (Uncirculated) n'est pas encore connu.
  -   Portugal : 500e anniversaire du premier contact avec Timor

#### Novembre
- 25 novembre 2015 : 
  -  Zone euro : émission des premiers billets de 20 euros de la deuxième série de billets en euros, dite série « Europe ».

#### Année
- -   Lettonie : émission de la ?e pièce commémorative de 2 euros du pays (la 2e de 2015), consacrée à la cigogne[3]. L'image de la cigogne reprend l'image présente sur la pièce de 1 lats cigogne émise en 2001[4]. La pièce sera émise à 1 million d'exemplaires[3].
  -   Vatican : émission de la ?e pièce commémorative de 2 euros du pays. Cette pièce, qui devait initialement être consacrée à l'exposition universelle de 2015 à Milan, sera finalement dédiée à la 8e Rencontre mondiale des familles, qui se tiendra à Philadelphie (États-Unis) du 22 au 27 septembre 2015[5].
  -   France : 500e anniversaire de la bataille de Marignan (♦Pièce abandonnée à la suite du refus de l’Europe♦ !)
  -   Italie : Exposition universelle de 2015 à Milan